# Treball clandestí
Treball clandestí (títol original: Moonlighting) és una pel·lícula britànica dirigida per Jerzy Skolimowski, estrenada l'any 1982. Ha estat doblada al català.

## Argument
Un ric polonès fa venir tres compatriotes proveïts de visats turístics per restaurar la seva casa londinenca. Un bon negoci  per tothom. No obstant això, els treballs resulten ser  més complicats del previst i Nowak, el contramestre, es comporta com un autèntic tirà amb els seus obrers. Durant aquest temps, l'estat de setge és decretat a Polònia. Nowak, que s'assabenta de la notícia, decideix de no res dir als seus camarades.

## Distribució
- Jeremy Irons : Nowak
- Eugene Lipinski : Banaszak
- Jirí Stanislav : Wolski
- Eugeniusz Haczkiewicz : Kudaj
- Edward Arthur : oficial d'immigració
- Denis Holmes : veí
- David Calder : gestor del supermercat
- Judy Gridley : supervisor del supermercat
- Jill Johnson : clienta del supermercat Haughty

## Premis
- Premi al guió al Festival de Canes 1982

## Producció
Durant el rodatge, Jerzy Skolimowski explica haver tingut dificultats amb els horaris perquè el dret del treball és molt estricte a Anglaterra. Mentre que l'equip acabava de rodar una escena en una cabina telefònica, i estant prevista una segona, el primer ajudant, representant del sindicat, anuncia el final de la jornada : són les  21h55 i el rodatge no pot perllongar-se més enllà de 22h. El realitzador respon que queden cinc minuts, però l'ajudant respon que cal mullar els cabells de Jeremy Anirem pel nou plànol (la pluja havia començat a caure). Mentre va  a  maquillatge, els cinc minuts hauran passat. L'actor es agenolla llavors sobre la vorera, es passa aigua bruta del terra sobre el cap i declara estic a punt. El plànol ha acabat dos minuts abans l'hora. Skolimowski declara que en represàlia s'ha girat cap al primer ajudant per fer-li botifarra.